# Modane
Modane (AFI: /mɔˈdan/; in italiano Modana, desueto) è un comune francese di 3 781 abitanti situato nel dipartimento della Savoia della regione dell'Alvernia-Rodano-Alpi. Il comune si trova all'interno della valle della Moriana e fa parte anche del Parco nazionale della Vanoise.

## Geografia fisica
È posto sul corso del fiume Arc alle porte dell'alta Moriana.

## Clima
Modane ha un clima alpino, con estati brevi e calde e inverni lunghi e molto freddi.

## Storia
La città è stata parte del Regno di Sardegna fino al 1860, quando è stata ceduta alla Francia in seguito al Trattato di Torino. Nel 1871, in seguito all'apertura del Traforo ferroviario del Frejus, Modane divenne una città di confine tra l'Italia e la Francia. Nel 1875, a seguito dei rapporti sempre più tesi tra i due paesi, la Francia costruì il Fort du Replaton per controllare l'entrata del tunnel ferroviario.
Durante la prima guerra mondiale, un treno che trasportava circa 1000 soldati francesi provenienti dal fronte italiano deragliò durante una ripida discesa. Morirono almeno la metà dei soldati presenti a bordo in quello che fu il peggiore disastro ferroviario della storia francese.
Nel corso della seconda guerra mondiale, Modane fu bombardata dagli Alleati nel settembre 1943. L'obiettivo era la stazione dei treni, importante punto di transito tra l'Italia e la Francia. Il bombardamento causò 60 morti e 100 case vennero distrutte. Un secondo bombardamento avvenne nella notte tra il 10 e l'11 novembre 1943, dove 5 persone persero la vita.
Dal 1969, Modane divenne un paese a vocazione turistica.

### Evoluzione demografica
Abitanti censiti

## Monumenti e luoghi d'interesse
- La maison penchée (che significa La casa pendente)
- La fontana in piazza del Municipio
- Il forte di Replaton
- La chiesa parrocchiale
- Il forte saint Gobein
- Il santuario di Notre Dame de Charmaix,dove si venera la statua di una Madonna Nera
- La passeggiata lungo il fiume Arc

## Infrastrutture e trasporti

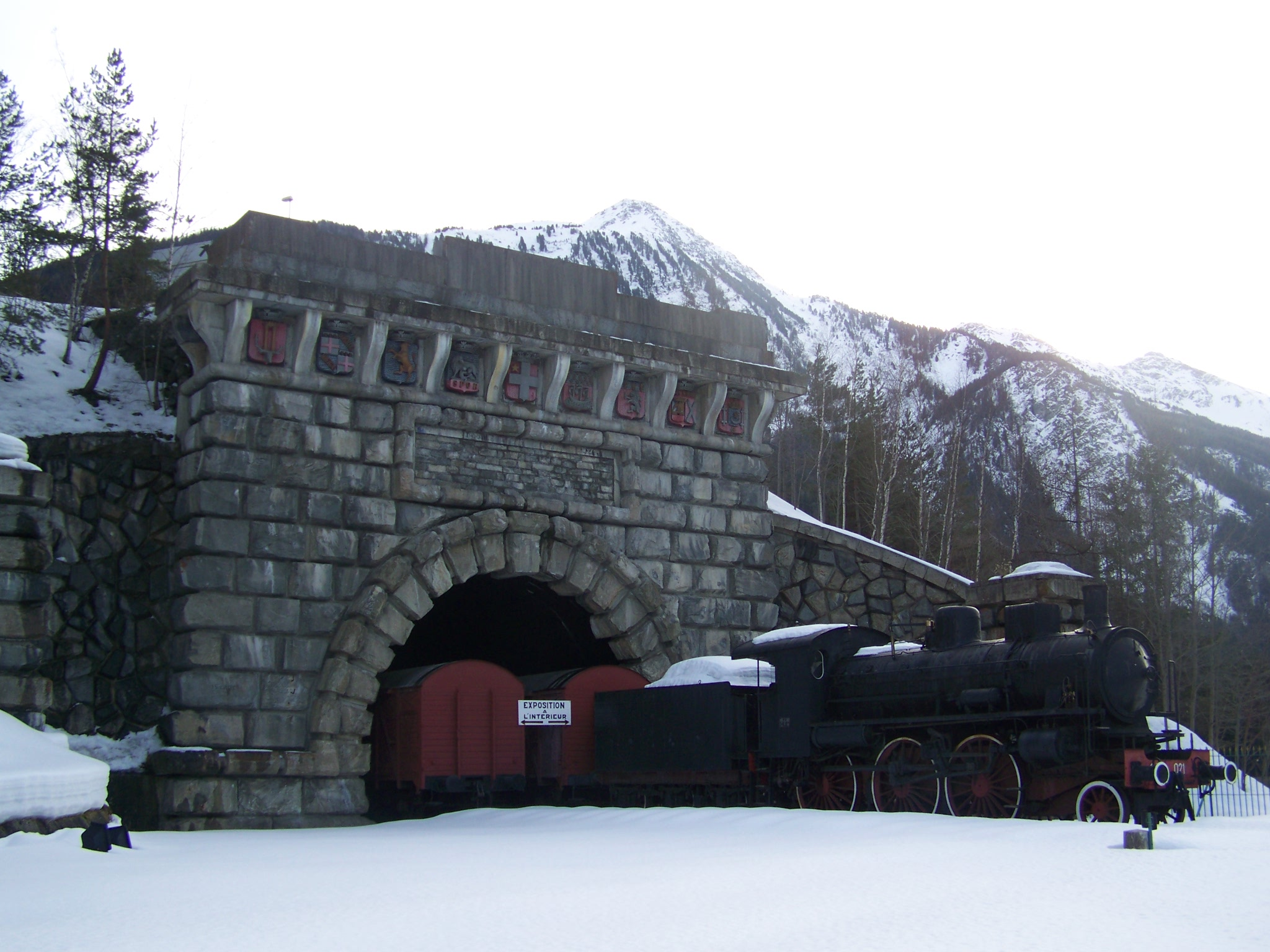
Antica entrata del traforo ferroviario del Frejus.

Modane è stazione ferroviaria internazionale di trasmissione fra la rete ferroviaria francese, gestita dal Réseau ferré de France (RFF), e quella italiana, esercitata da Rete Ferroviaria Italiana (RFI). Della prima fa parte la linea proveniente da Culoz, servita dai TER Rhône-Alpes della SNCF; alla seconda appartiene la ferrovia del Frejus. La stazione è anche servita da treni a lunga percorrenza, come i TGV di SNCF della relazione Parigi Gare de Lyon-Milano Porta Garibaldi nonché dal 18 dicembre 2021 dai nuovi collegamenti ad Alta Velocità Frecciarossa 1000 di Trenitalia tra Milano Centrale e Paris Gare de Lyon e viceversa. In passato nei giorni festivi era servita anche da alcuni treni della linea SFM3 del servizio ferroviario metropolitano di Torino, ora limitati a Bardonecchia.
Modane è sullo sbocco francese sia del traforo ferroviario del Frejus che su quello stradale, uno dei principali punti di passaggio stradali transalpini.
Fra il 1868 e il 1871 la località fu servita da una fermata della ferrovia del Moncenisio.

## Cultura popolare
Il paese è una delle ambientazioni del romanzo Festa di nozze di John Berger.

## Amministrazione
Gemellaggi
- Bardonecchia